# 宮本大句見
宮本 大句見（みやもと たくみ）は、さくらんぼテレビジョン (SAY) の元アナウンサー。

## 来歴
愛媛県出身。愛媛県立大洲高等学校、中央大学文学部人文社会学科（フランス語文学文化専攻）卒業。大学在学時にはフジテレビアナウンストレーニング講座アナトレとテレビ朝日アスクにも通っていた。
大学を卒業後、2020年4月にさくらんぼテレビに入社。報道部に配属され、同期の今野花織、古畑あずみとともに同局のアナウンサーになる。

## 人物
高校在学時には弓道に打ち込んでいた。
大学在学時には、中央大学の広報誌『HAKUMON Chuo』の学生記者を3年ほど務めていた。また大学公認の英語サークルにも所属し、東京都内の観光スポットにいる外国人旅行者たちに現地を案内する活動を展開。2017年には、サークルのスピーチコンテストで優勝している。

## アナウンサー時代の担当番組
- さくらんぼテレビ Live News - リポーター[6]
- FNN Live News days[10]
- News イット! やまがた - スポーツコーナー担当[10]、週末版（土曜・日曜）担当[10]
- 昼ドキ!TV やまがたチョイす - 中継コーナー担当[11]